# Perkinsiella dorsata
Perkinsiella dorsata är en insektsart som först beskrevs av Melichar 1905.  Perkinsiella dorsata ingår i släktet Perkinsiella och familjen sporrstritar. Inga underarter finns listade i Catalogue of Life.